# Palazzo Montalto
Il palazzo Mergulese-Montalto è un edificio storico della città di Siracusa. Si trova in Ortigia, nel rione della "Spirduta", alla sinistra di piazza Archimede.

## Storia

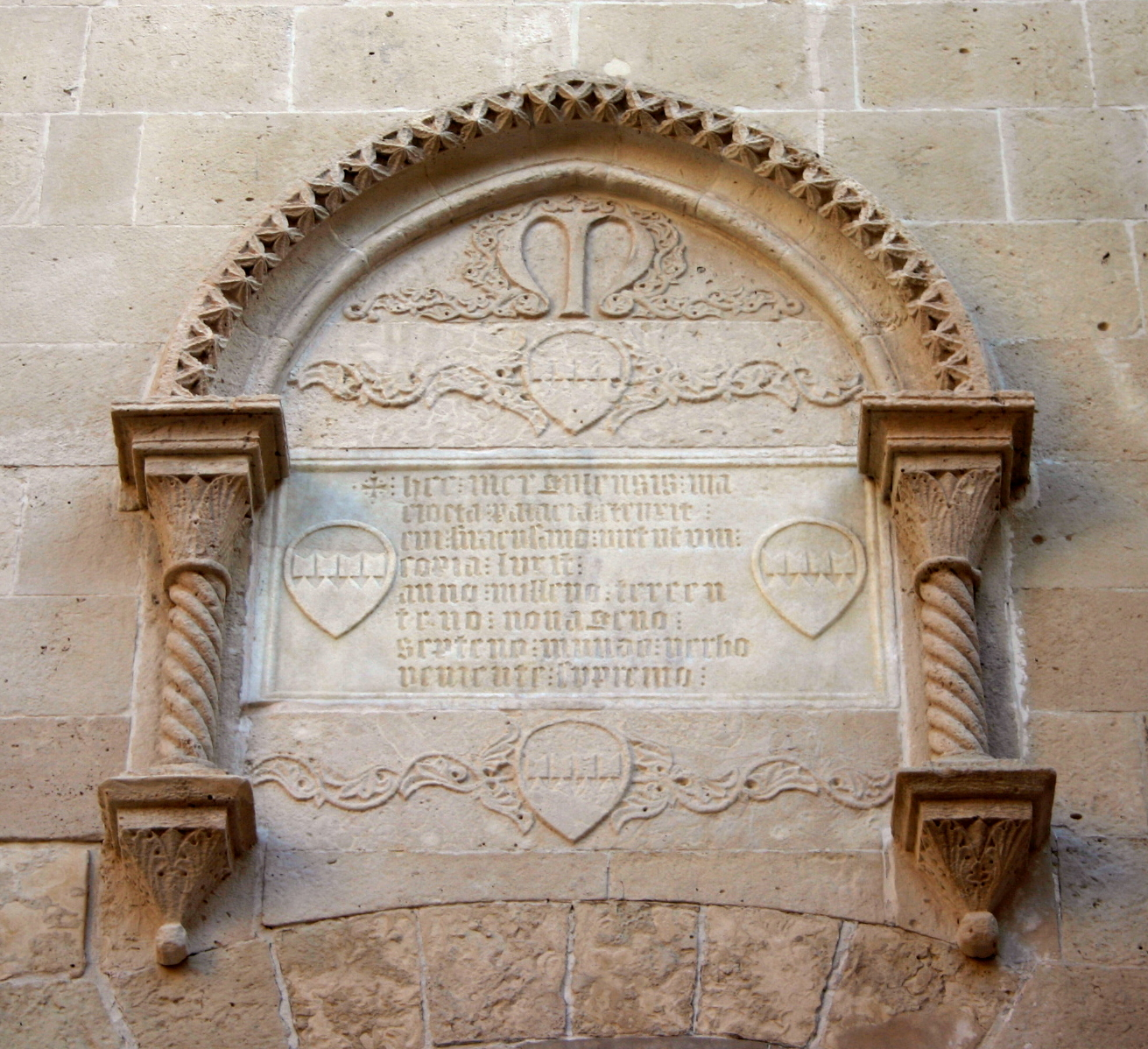

L'edificio è sorto nel 1397, per volere di "Maciotta Mergulese", come afferma la dedica in latino posta sopra il portale:
Nel XV secolo, il palazzo, fu donato dalla regina d'Aragona, a "Filippo Montalto". Nel 1837, tempi del colera, il palazzo ospitò un ospedale provvisorio, e nel 1854 le "Figlie della Carità".

## Il palazzo
L'edificio è di stile gotico chiaramontano. Sul prospetto si aprono una trifora, una bifora e una semplice monofora.
Gli archivolti della trifora sono decorati con motivi floreali, mentre la bifora offre un intaglio a baton brise. Sostengono queste due, eleganti colonnine tortili con capitelli a grappa.
Nel primo ordine vi è un portale chiaramontano, sovrastato da un'edicola contenente la lastra marmorea che ne afferma la data di edificazione. Divide i due ordini un cornicione marcapiano a dente di sega.
L'interno presenta un atrio con scala scoperta e un porticato con loggiato.

## Galleria d'immagini

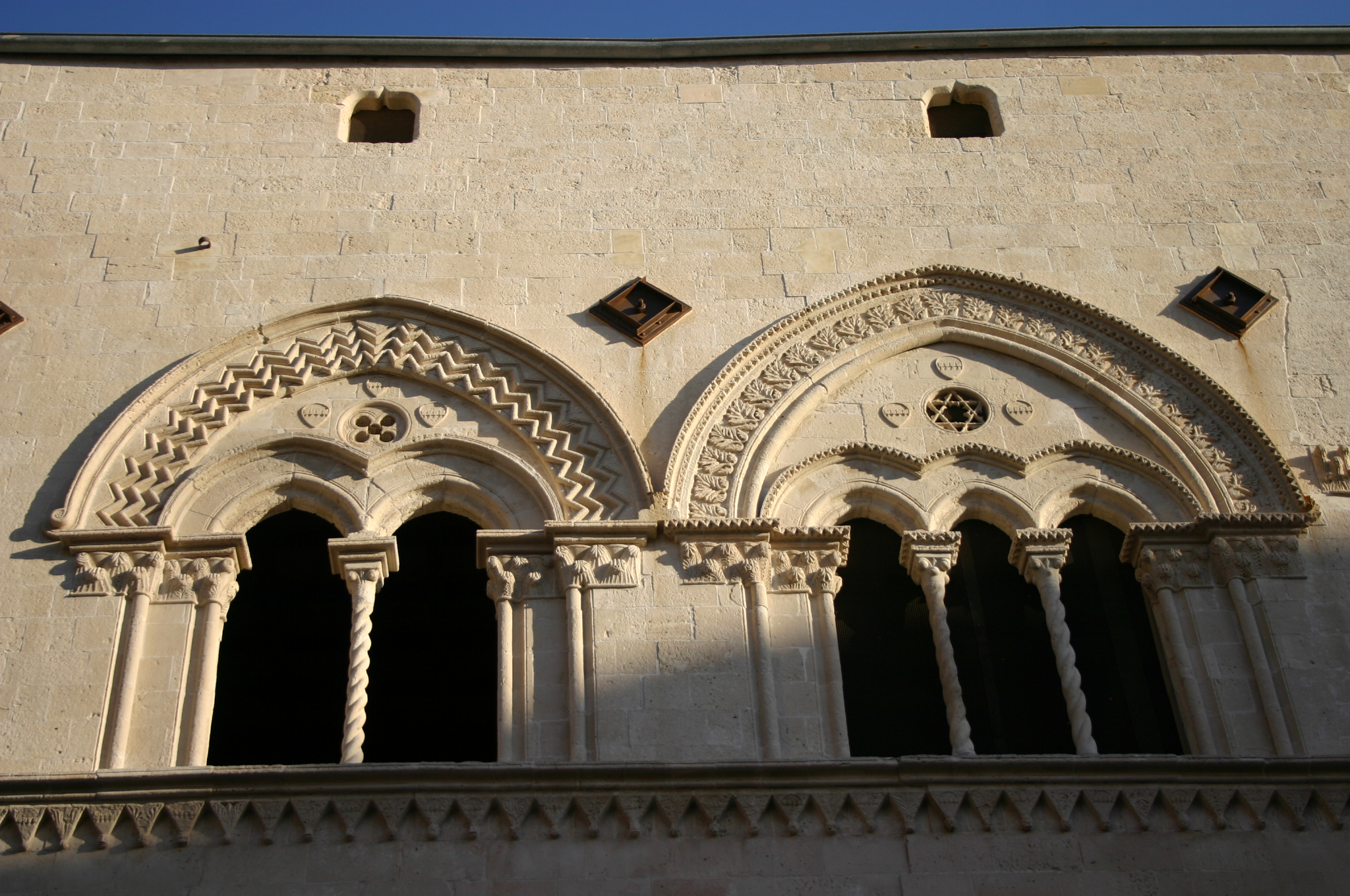
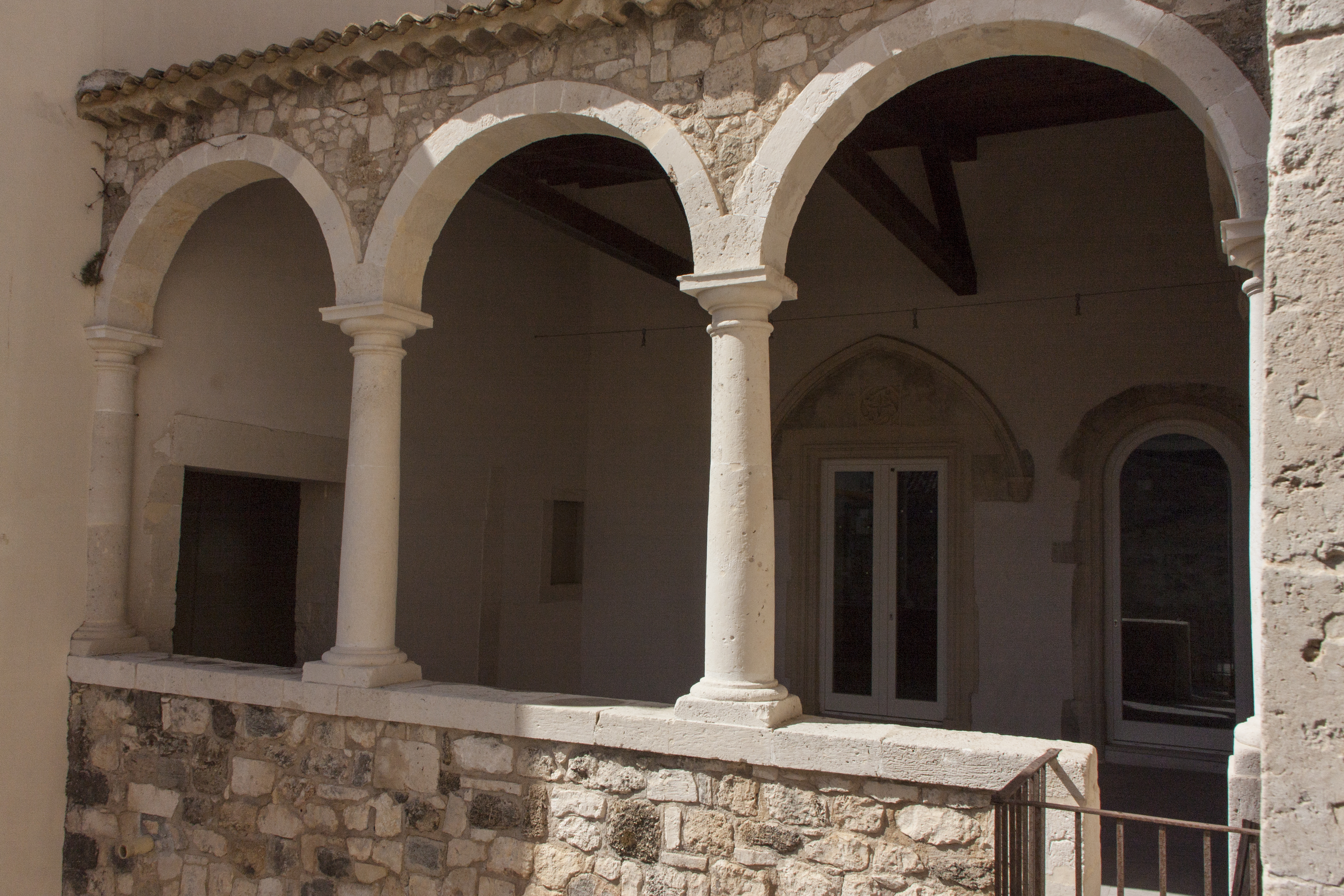
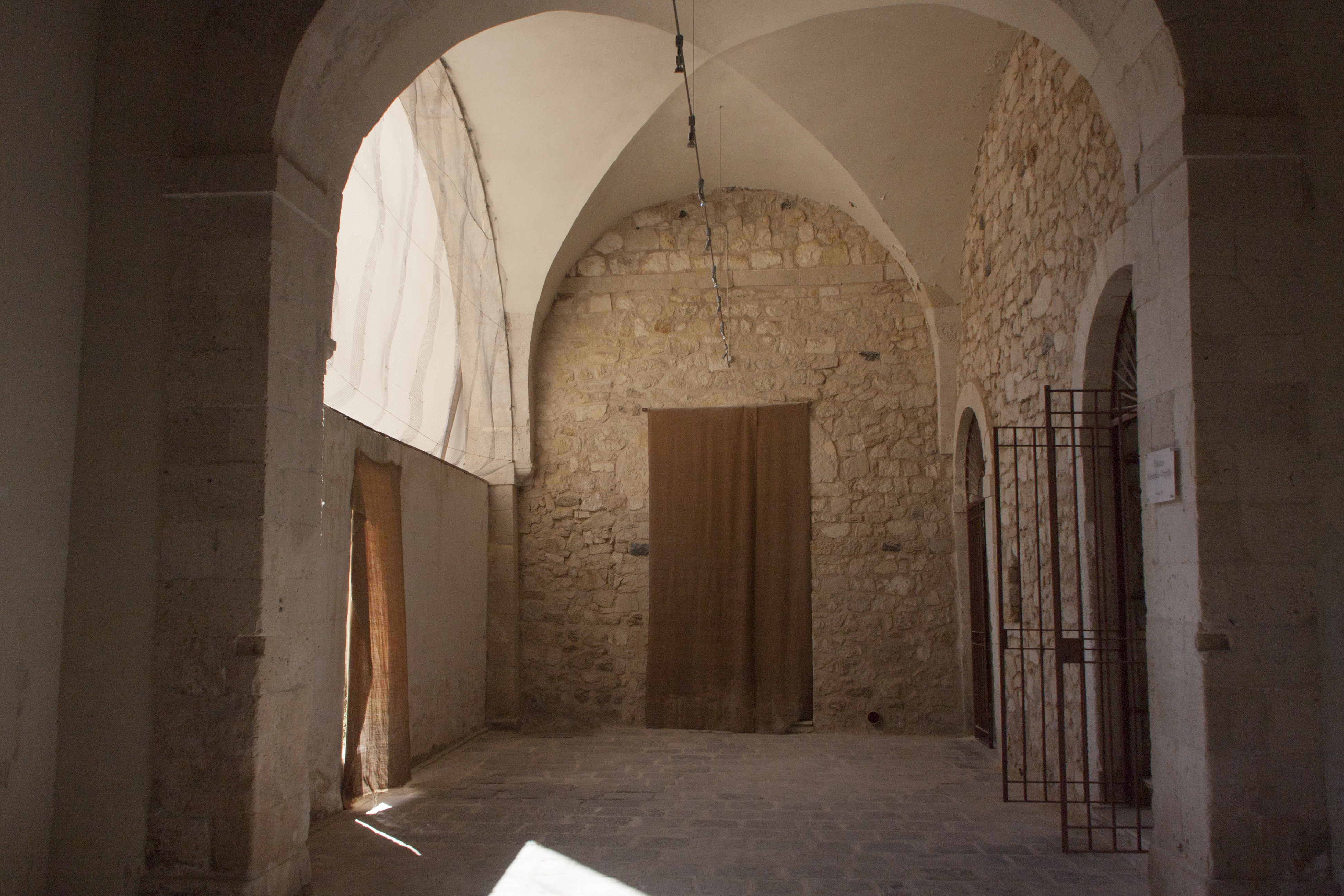
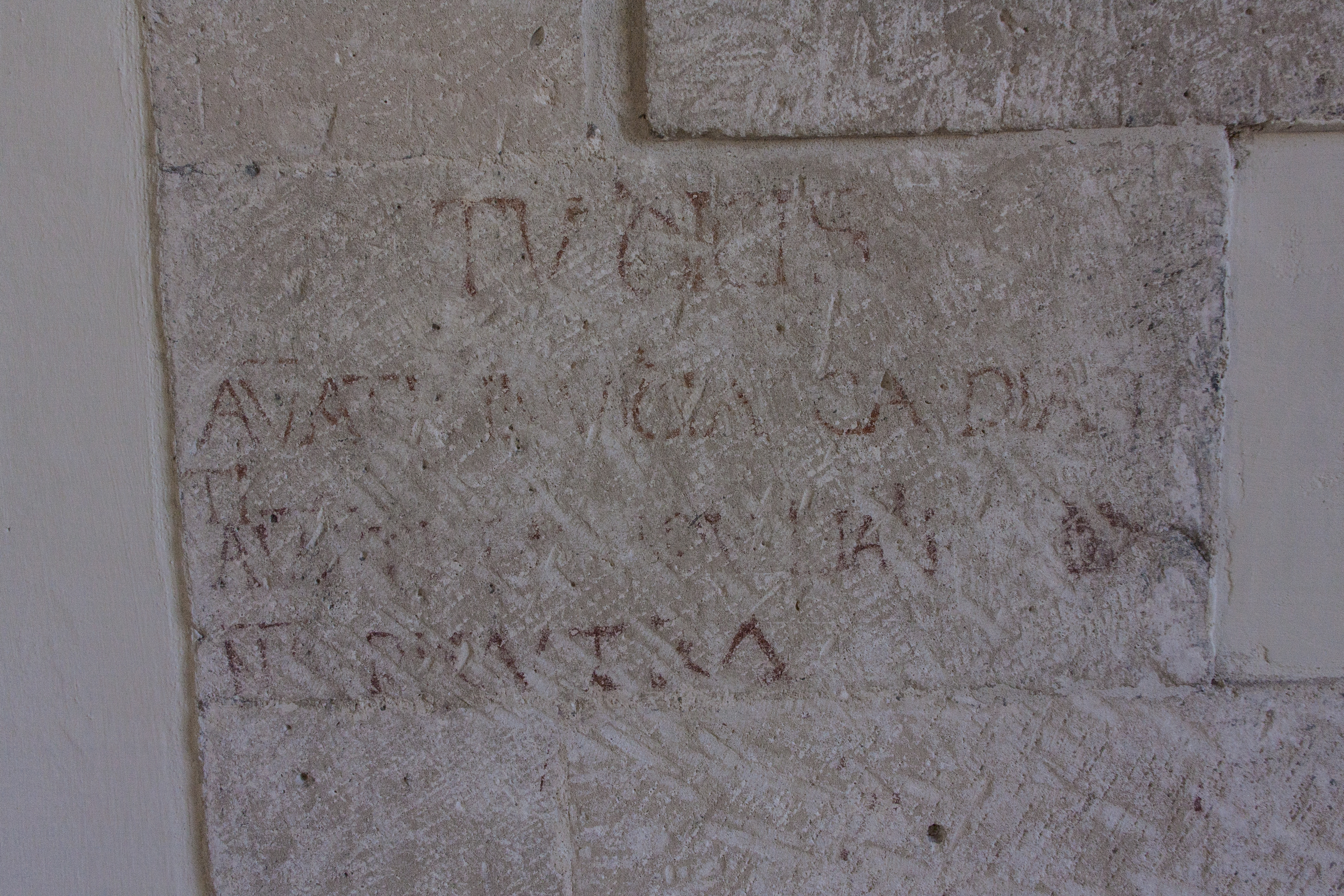